# WPA-9-Ball-Weltmeisterschaft der Junioren 2010
Die WPA-9-Ball-Weltmeisterschaft der Junioren 2010 war die 19. Auflage der Junioren-Weltmeisterschaft in der Poolbillarddisziplin 9-Ball. Sie fand vom 29. November bis 1. Dezember 2010 im Peppermill Resort Hotel in Reno, Nevada in den USA statt.
Weltmeister wurde der Spanier Francisco Sánchez durch einen 11:6-Sieg im Finale gegen den Amerikaner Jesse Engel. Titelverteidiger Ruslan Tschinachow aus Russland belegte den dritten Platz. Das Finale der Juniorinnen gewann die Kanadierin Brittany Bryant mit 9:6 gegen die Amerikanerin Briana Miller.

## Medaillengewinner
| Disziplin   | Gold              | Silber        | Bronze             |
| ----------- | ----------------- | ------------- | ------------------ |
| Junioren    | Francisco Sánchez | Jesse Engel   | Ruslan Tschinachow |
| Juniorinnen | Brittany Bryant   | Briana Miller | Anastasia Nechaeva |